# ワールドタワー
ワールドタワー(World Tower)とはオーストラリア、シドニーのリバプール通りに位置する高さ230メートルの超高層ビル。2001年に建設が始まり、2004年に完成した。Meriton Apartments Pty Ltdにより施工され、開発者であるHarry Triguboffが所有している。ワールドタワーは地上73階建て、地下10階でエレベータは15基あり、一部は超高層マンションにもなっている。ワールドタワーは2004年度のEmporis Skyscraper Award銅賞を受賞した。建築家はNation Fender Katsalidis。
ワールドタワーのふもとにはショッピングセンターであるワールドスクエアがあり、その近くには公共バスの停留所やメトロモノレール(Metro Monorail)の駅がある。 
完成後しばらくの間ワールドセンターはオーストラリアで最も高い居住施設であったが、その称号はクイーンズランド州のゴールドコーストに完成したQ1に奪われることになった。